# Thelocactus macdowellii
Thelocactus macdowellii är en kaktusväxtart som först beskrevs av Rebut och Leopold Quehl, och fick sitt nu gällande namn av W.T. Marshall. Thelocactus macdowellii ingår i släktet Thelocactus och familjen kaktusväxter. Inga underarter finns listade i Catalogue of Life.

## Bildgalleri

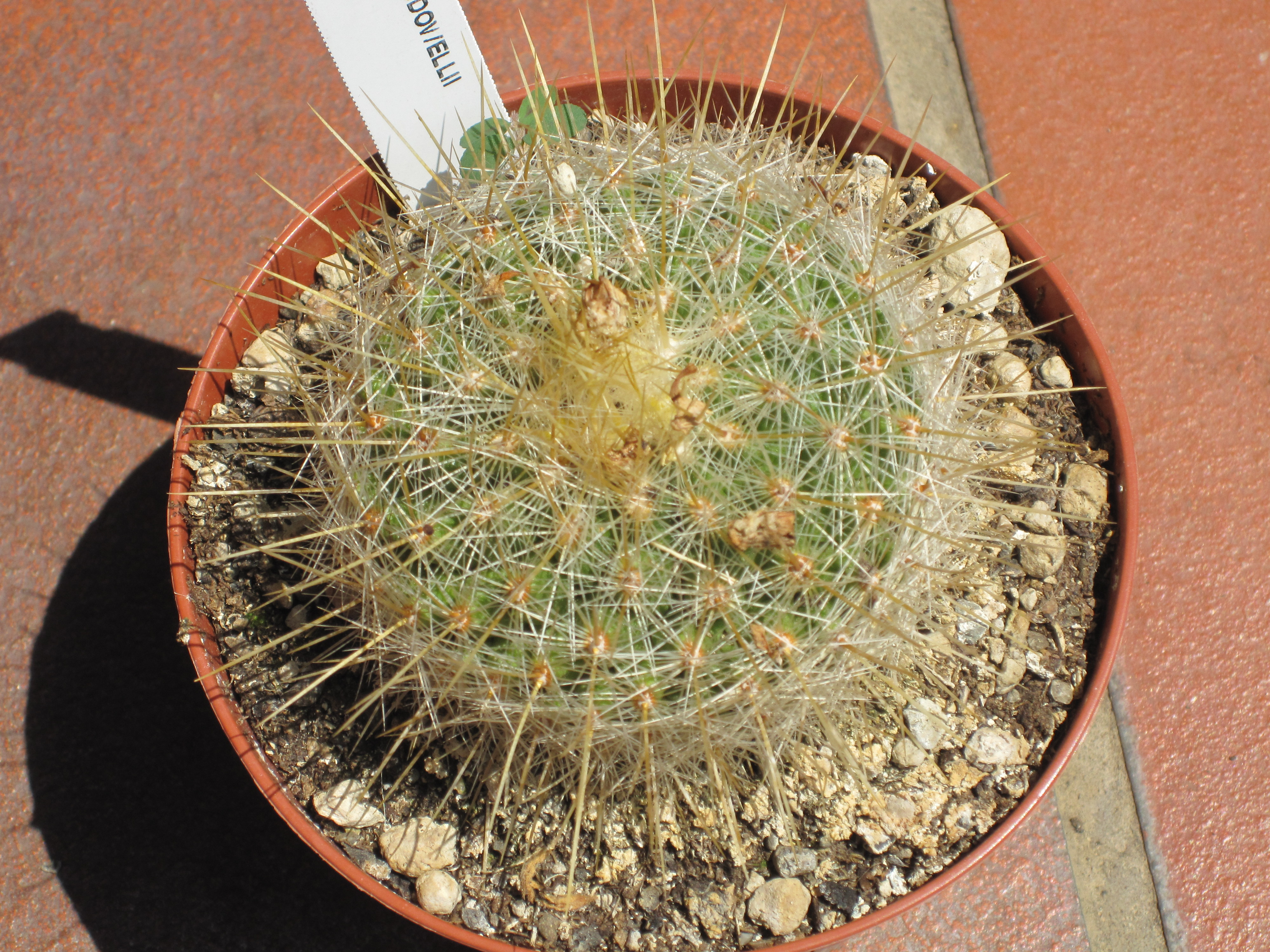
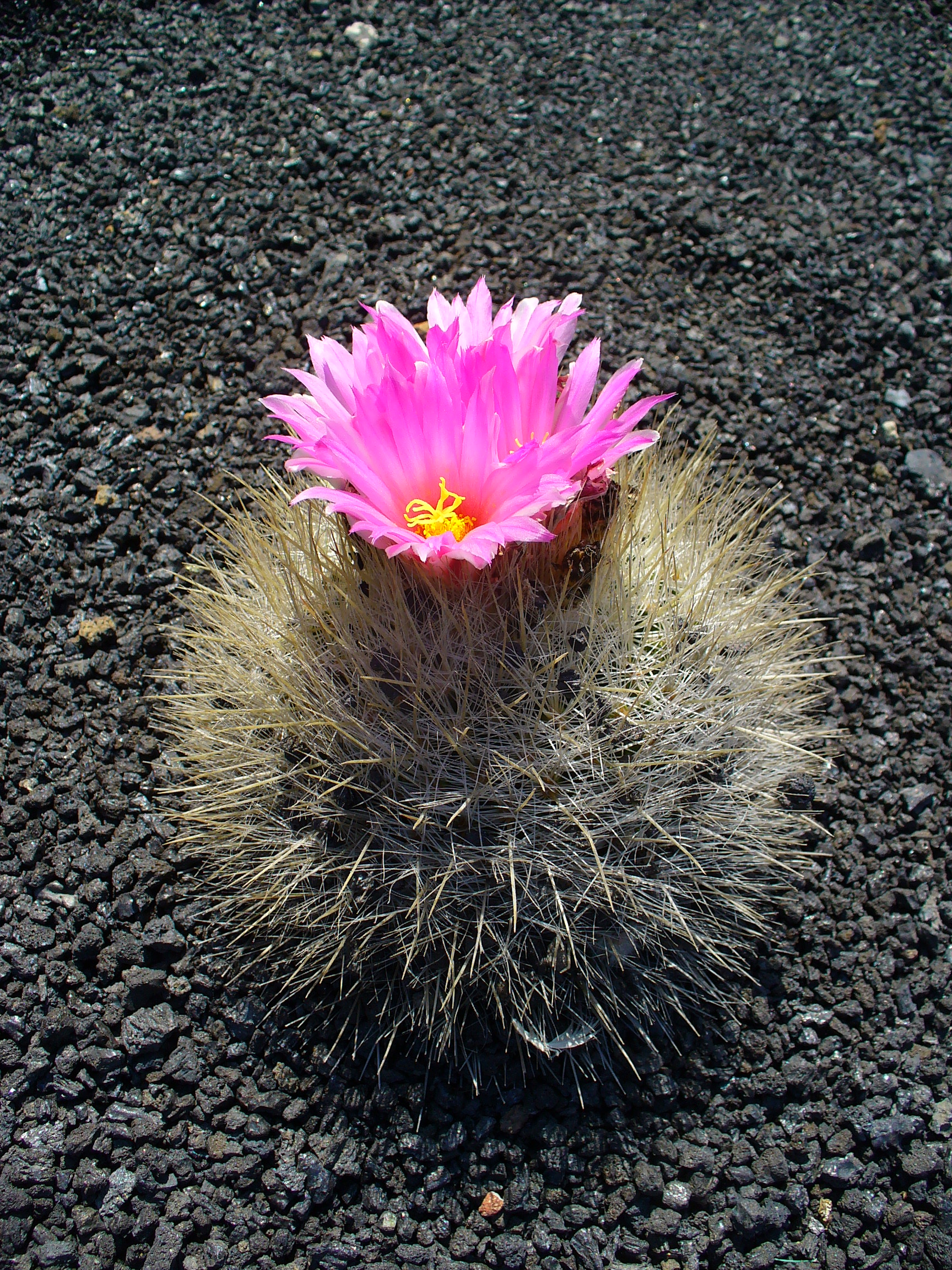
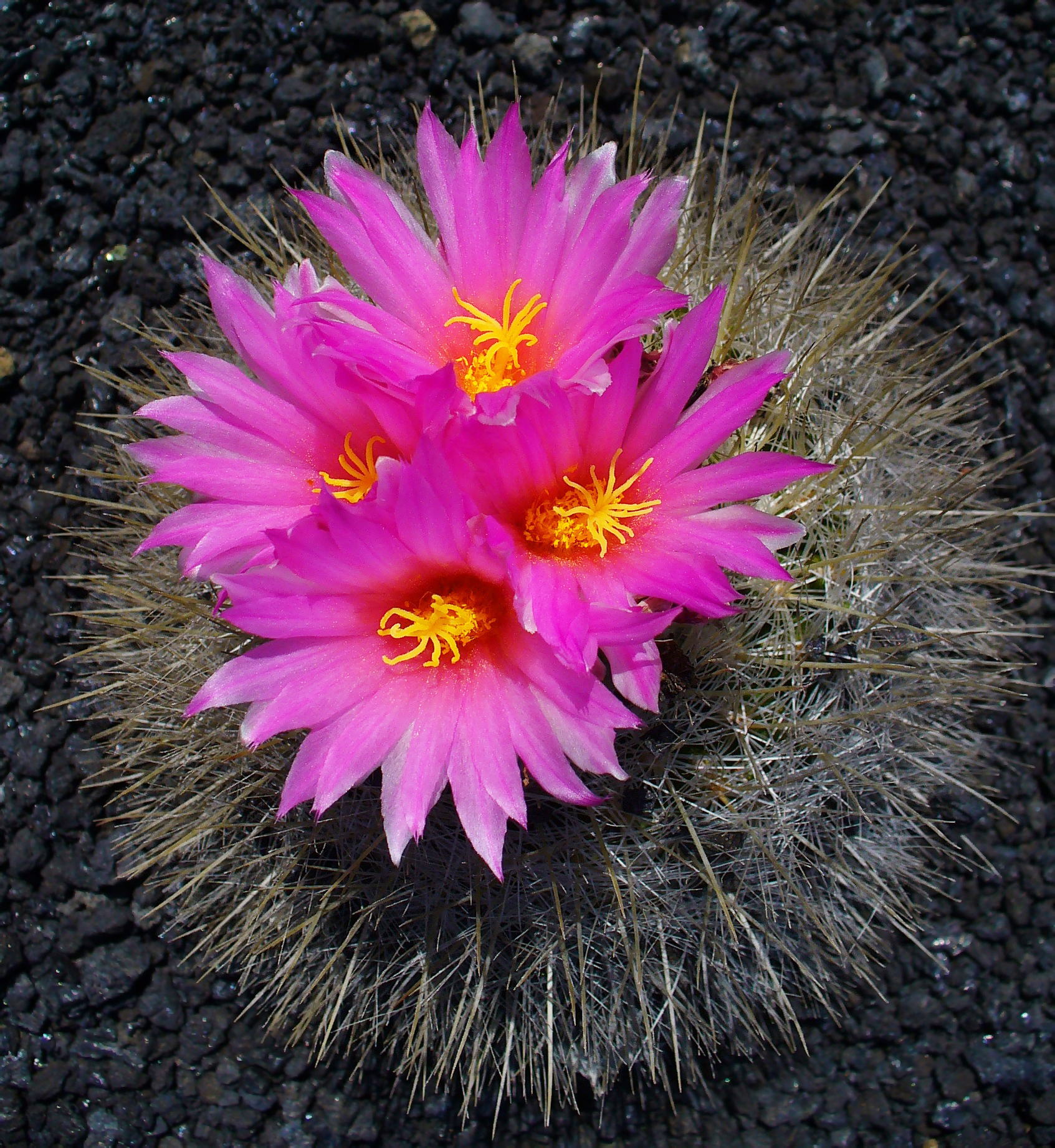